# Чамыян, Кок-оол Топуевич
Чамыян Кок-оол Топуевич (5 февраля 1931 — 29 июля 2004) — писатель, прозаик, Член Союза писателей Республики Тыва, Отличник народного просвещения РСФСР, Заслуженный учитель школы Тувинской АССР

## Биография
Родился 5 февраля 1931 года в селе О-Шынаа Тес-Хемского района Тувинской автономной области. Окончил Самагалдайскую семилетнюю школу Тес-Хемского района, Кызылское педагогическое училище, Кызылский государственный педагогический институт. Преподавал в школах Самагалтая, У-Шынаа Тес-Хемского района, Турана Пий-Хемского района, с 1949 года работал завучем в Чербинской вспомогательной школе Кызылского района, заведующим учебной частью в Белдир-Арыгской школе; директором школ Ак-Эрика Тес-Хемского района, Кара-Хаака Кызылского района.

## Творчество
Литературную деятельность начал с 1953 года. Первый рассказ писателя был опубликован в республиканской общественно-политической газете «Шын» в 1965 году. Автор книг «Чаңгыс аалдың кижилери» (1974) («Люди нашего села»), «Кыштагда чырык» (1977) («Свет в зимовке»), «Ханы дазыл» (1981) («Глубокий корень»), «Часкы хөөннер» (1984) («Весенние мотивы»), «Мөнгүң оттук» (1989) («Серебряное огниво»), «Хаяа» (2002) («Заря»). Идея романа «Хаяа» («Заря») выражена в самом названии произведения: хаяа (заря)-восхождение солнца. В событиях отражена борьба различных сословий. Действие романа происходит в начале 1930-х гг., когда тувинская глушь постепенно приходит в движение, стрит новую жизнь.
Перевел на тувинский язык рассказы Ю. Рытхэу. В 1988 году в издательстве «Современник» вышло произведение писателя «Свет над зимовьем» в переводе В.Чукреева. Многие произведения писателя входят в школьную программу для 8-11 классов по родной (тувинской) литературе.

## Основные публикации
- Чамьян, Кок-оол Топуевич. Серебряное огниво: Повесть и рассказы: [Для сред. шк. возраста] / Кок-оол Чамыян. — Кызыл: Тувин. кн. изд-во, 1989. — 118,[2] с.; 17 см; ISBN 5-7655-0064-1[10][11][12]
- Чамьян, Кок-оол Топуевич. Свет над зимовьем: Повесть, рассказы / К. Чамьян; Перевод с тувин. В. Чукреева. — М.: Современник, 1988. — 316,[2] с.; 17 см; ISBN 5-270-00263-9[13][14][15][16][17][18]
- Чамыян, Кок-оол. Весенние мотивы: Рассказы и повести / Кок-оол Чамыян; [Худож. В. У. Донгак]. — Кызыл: Тувин. кн. изд-во, 1984. — 135 с .[19]
- Чамыяң, К. Т. Ханы дазыл: тоожу / К. Т. Чамыяң. — Кызыл: ТывНҮЧ, 1981. — 135 ар[20][21]
- Чамыяң, К. Т. Кыштагда чырык: тоожу / К. Т. Чамыяң. — Кызыл: ТывНҮЧ, 1977. — 116 ар.
- Чамыяң, К. Т. Хаяа: роман / К. Т. Чамыяң. — Кызыл: ТывНҮЧ, 2002. — 188 ар.
- Чамыяң, К. Т. Чаңгыс аалдың кижилери: чечен чугаалар, тоожу / К. Т. Чамыяң. — Кызыл:

## Награды и звания
Член Союза писателей Республики Тыва.
Нагрудный знак «Отличник народного просвещения РСФСР».
Медаль «Ветеран труда»
Заслуженный учитель школы Тувинской АССР.